# Hello, You Beautiful Thing
"Hello, You Beautiful Thing"  é uma canção gravada, escrita e produzida pelo cantor estadunidense Jason Mraz. Foi lançada em 23 de maio de 2014 como primeiro single promocional de seu quinto álbum de estúdio Yes!.

## Musica e vídeo
O videoclipe da canção foi lançado em 15 de julho de 2014, tendo sido produzido por Jeff Nicholas e Jonathan Craven.

## Faixas e formatos
| Download digital |                              |         |  |
| N.º              | Título                       | Duração |  |
| 1.               | "Hello, You Beautiful Thing" | 3:32    |  |

| CD Single |                              |         |  |
| N.º       | Título                       | Duração |  |
| 1.        | "Hello, You Beautiful Thing" | 3:32    |  |

## Desempenho nas paradas
| Paradas (2014)                                | Melhor posição |
| --------------------------------------------- | -------------- |
| Bélgica (Ultratip Bubbling Under de Flandres) | 25             |
| Bélgica (Ultratop Flandres Airplay)           | 46             |
| Bélgica (Ultratip Bubbling Under da Valônia)  | 12             |
| Países Baixos (Single Top 100)                | 53             |